# 1 от 5
„1 от 5“ е българско телевизионно месечно музикално-информационно предаване.

## История
„1 от 5“ е адресирано към най-широка аудитория тв зрители, най-вече към младежта. Неговата главна задача е да популяризира българската песен.
Предаването включва следните рубрики:
- Класацията „1 от 5“
- „Вести“ (успехи на българските песни и българските изпълнители на международна сцена, нови грамофонни плочи на Балкантон, нови книги на издателство „Музика“ и др.)
- „Нов глас“ (представяне на млад изпълнител)
- „Срещи“ (разговор с български композитор или деец в областта на забавната музика)
- „Рецитал“ (малка концертна програма на изтъкнат български изпълнител или състав)

През летните месеци, предаването 1 от 5 гостува на различни международни обекти като – международния младежки център „Георги Димитров“ в Приморско, Странджа-Сакар, Международната студентска бригада във Велико Търново.